# كريغويية (مشيز بردسير)
کريغويية (بالفارسية: کریگوییه) هي قرية تقع في إيران في البلدة المركزية. يقدر عدد سكانها بـ 0 نسمة بحسب إحصاء 2016.